# 西宮市立津門小学校
西宮市立津門小学校（にしのみやしりつ つとしょうがっこう）は、兵庫県西宮市津門呉羽町に所在する公立小学校。

## 沿革
- 1931年（昭和6年）4月1日 - 「今津第二尋常高等小学校」として創立
- 1933年（昭和8年）4月1日 - 今津町が西宮市に編入され、「今津尋常小学校」と改称
- 1941年（昭和16年）4月1日 - 「西宮市津門国民学校」と改称
- 1947年（昭和22年）4月1日 - 「西宮市立津門小学校」と改称

## 通学区域
- 津門稲荷町、津門仁辺町、津門宝津町、津門大箇町、津門綾羽町、津門呉羽町、津門西口町、津門大塚町、今津曙町、今津山中町[1]

※卒業後は基本的に西宮市立今津中学校に進学する。

## 主な関係者

### 出身者
- 鈴木亮平 - 俳優

### 教職員
- 岡田淳 - 児童文学作家。図画工作専科の教師として勤めていた[2]

## 通学区域が隣接している学校
- 西宮市立用海小学校
- 西宮市立今津小学校
- 西宮市立春風小学校
- 西宮市立上甲子園小学校
- 西宮市立深津小学校